# اندیس آنومالی تاقچوآباد
آنومالی تاقچوآباد یک اندیس فلزی است که در حوالی شهر بیرجند استان خراسان قرار دارد و مادهٔ معدنی موجود در آن، طلا است.سنگ میزبان این اندیس داسیت و توف داسیتی است  در این اندیس، پاراژنز‌های منیتیت، هماتیت، گارنت، پیروکسن، لیمونیت، اپیدوت، زیرکن، آپاتیت و اولیژیست. یافت می‌شوند.